# Liste von Kraftwerken in den Niederlanden
Die Kraftwerke in den Niederlanden werden sowohl auf einer Karte als auch in Tabellen (mit Kennzahlen) dargestellt. Die Liste ist nicht vollständig.

## Installierte Leistung und Jahreserzeugung
Laut CIA verfügten die Niederlande im Jahr 2020 über eine (geschätzte) installierte Leistung von 43,409 GW; der Stromverbrauch lag bei 109,796 Mrd. kWh. Der Elektrifizierungsgrad lag 2020 bei 100 %. Die Niederlande waren 2020 ein Nettoexporteur von Elektrizität; sie exportierten 22,433 Mrd. kWh und importierten 19,773 Mrd. kWh. mit einem Saldo von 2,6 TWh.
Die Spitzenlast der Vorjahre erreichte nie 18 GW und könnte rechnerisch alleine durch die installierte Leistung der Gaskraftwerke von über 18 GW gedeckt werden. Die Niederlande unterhalten zudem wenig flexibel regelbare Kraftwerke, ein Kernkraftwerk sowie Steinkohlekraftwerke mit 4,01 GW Nennleistung. Dazu kommen noch Biomasse und Müllverbrennung.

## Karte
| \| Borssele \| |
| Borssele       |

| Borssele |

| Amer |

| Borssele |

| Claus |

| Dodewaard |

| Eemmeerdijk |

| Electrabel |

| RWE |

| Egmond |

| Enecogen |

| Maxima |

| Fryslân |

| Gelderland |

| Hemweg |

| Holl.Kust Zuid |

| Luchterduinen |

| Maas (Engie) |

| Maas (Uniper) |

| Ma |

| Moerdijk |

| Noordoostpolder |

| Prins.Amalia |

| Rijnmond |

| Sloe |

| Velsen |

| Westereems |

| Holl.Kust Noord |

| Holl.Kust West |

## Kernkraftwerke
Die Kernenergie hatte 2011 einen Anteil von 4 % an der Gesamtstromerzeugung; laut IAEA liegt der Anteil derzeit bei 3,05 % (Stand: Januar 2020).
| Name      | Block | Reaktor- typ | Modell    | Status      | Leistung [MWe] | Leistung [MWe] | Bau- beginn | Erste Netz- synchro- nisation | Kommer- zieller Betrieb | Abschal- tung (geplant) | Ein- speisung [TWh] |
| Name      | Block | Reaktor- typ | Modell    | Status      | Netto          | Brutto         | Bau- beginn | Erste Netz- synchro- nisation | Kommer- zieller Betrieb | Abschal- tung (geplant) | Ein- speisung [TWh] |
| --------- | ----- | ------------ | --------- | ----------- | -------------- | -------------- | ----------- | ----------------------------- | ----------------------- | ----------------------- | ------------------- |
| Borssele  | 1     | PWR          | KWU 2LP   | In Betrieb  | 482            | 515            | 01.07.1969  | 04.07.1973                    | 26.10.1973              | (2034)                  | 152,33              |
| Dodewaard | 1     | BWR          | GE design | Stillgelegt | 55             | 60             | 01.05.1965  | 18.10.1968                    | 26.03.1969              | 26.03.1997              | 10,93               |

## Wärmekraftwerke
| Name                          | Block   | Inst. Leistung (MW) | Typ / Brennstoff        | Status      | Anmerkung                                                                           |
| ----------------------------- | ------- | ------------------- | ----------------------- | ----------- | ----------------------------------------------------------------------------------- |
| Amer                          | 8       | 645                 | Steinkohle              | stillgelegt | stillgelegt 2015                                                                    |
| Amer                          | 9       | 600                 | Steinkohle und Biomasse | in Betrieb  | ab 2024 nur noch Biomasse                                                           |
| Claus                         | A bis B | 1280                | Erdgas                  | stillgelegt | 2 × 640 MW; Block A stillgelegt 2013; Block B stillgelegt 2008 und Umbau zu Block C |
| Claus                         | C       | 1.304               | GuD / Erdgas            | in Betrieb  |                                                                                     |
| Eems (Engie Electrabel)       | 2 bis 7 | 2370                | GuD / Erdgas            | in Betrieb  | Block EC20 695 MW; Blöcke EC3 bis EC7 jeweils 335 MW                                |
| Eems (RWE)                    | A bis B | 1560                | Steinkohle und Biomasse | in Betrieb  | 2 × 780 MW                                                                          |
| Enecogen                      | 1 bis 2 | 870                 | GuD / Erdgas            | in Betrieb  | 2 × 435 MW                                                                          |
| Gelderland                    | 1       | 590                 | Steinkohle              | stillgelegt | stillgelegt 2015                                                                    |
| Hemweg                        | 8       | 680                 | Steinkohle              | stillgelegt | stillgelegt 2019                                                                    |
| Hemweg                        | 9       | 440                 | Erdgas                  | in Betrieb  |                                                                                     |
| Maasvlakte (Engie Electrabel) | 1       | 800                 | Steinkohle und Biomasse | in Betrieb  | Stilllegung geplant für 2030                                                        |
| Maasvlakte (Uniper)           | 1 bis 2 | 1110                | Steinkohle              | stillgelegt | 2 × 555 MW; beide stillgelegt 2017                                                  |
| Maasvlakte (Uniper)           | MPP3    | 1.080               | Steinkohle und Biomasse | in Betrieb  | Stilllegung geplant für 2030                                                        |
| Magnum                        | 1 bis 3 | 1410                | GuD / Erdgas            | in Betrieb  | 3 × 470 MW                                                                          |
| Maxima / Flevo                | 1 bis 2 | 880                 | GuD / Erdgas            | in Betrieb  | 2 × 440 MW                                                                          |
| Moerdijk                      | 1       | 339                 | Gasturbine / Erdgas     | stillgelegt | stillgelegt und konserviert 2018                                                    |
| Moerdijk                      | 2       | 426                 | GuD / Erdgas            | in Betrieb  |                                                                                     |
| Rijnmond                      | 1 bis 2 | 1248                | GuD / Erdgas            | in Betrieb  | Block1: 820 MW; Block2: 428 MW                                                      |
| Sloe                          | 1 bis 2 | 870                 | GuD / Erdgas            | in Betrieb  | 2 × 435 MW                                                                          |
| Velsen                        | 1 bis 2 | 840                 | Erdgas                  | in Betrieb  | Block1: 460 MW; Block2: 380 MW                                                      |

## Windkraftanlagen
Ende 2021 waren in den Niederlanden Windkraftanlagen (WKA) mit einer installierten Leistung von 7.801 MW in Betrieb.

### Onshore
| Name des Windparks              | Inst. Leistung (MW) | Anzahl | Status                              |
| ------------------------------- | ------------------- | ------ | ----------------------------------- |
| De Drentse Monden en Oostermoer | 175,5               | 45     | Bauphase im Juli 2021 abgeschlossen |
| Eemmeerdijk                     | 19                  | 19     | in Betrieb (seit 1998)              |
| Noordoostpolder                 | 285                 | 38     | in Betrieb (seit 2017)              |
| Westereems                      | 156                 | 64     | in Betrieb (seit 2009)              |

### Offshore
Durch bereits in Planung befindliche Windparks soll sich die installierte Leistung der Offshore-Windparks bis 2023 auf 4,5 GW erhöhen. Im März 2018 wurde beschlossen, das Offshore-Ausbauziel für das Jahr 2030 auf 11,5 GW anzuheben.
Die Liste ist nach Gewässern geordnet. Innerhalb der einzelnen Kategorien sind die Windparks zunächst in betriebene, in Bau befindliche und geplante Windparks gegliedert. Anschließend sind die Windparks nach ihrem (geplanten) Fertigstellungsdatum und danach alphabetisch geordnet. Anlagen, die mit einem * gekennzeichnet sind, befinden sich in unmittelbarer Nähe zur Küste und werden daher auch near-shore-Anlagen genannt.
| Name                                  | Leistung (MW) | Windkraftanlagentyp (Leistung, Rotordurchmesser) | Anzahl WKAs | Koordinaten                 | Status             | Inbetriebnahme (Jahr) | Quellen, Anmerkungen                                                                              |
| ------------------------------------- | ------------- | ------------------------------------------------ | ----------- | --------------------------- | ------------------ | --------------------- | ------------------------------------------------------------------------------------------------- |
| IJsselmeer                            |               |                                                  |             |                             |                    |                       |                                                                                                   |
| Lely *                                | 2             | Nedwind NW 40/500 (500 kW, 40,8 m)               | 4           | 52° 47′ 49″ N, 5° 7′ 8″ O   | außer Betrieb      | 1994                  | im September 2016 zurückgebaut                                                                    |
| Irene Vorrink *                       | 16,8          | Nordtank NTK 600 (600 kW, 43,0 m)                | 28          | 52° 35′ 53″ N, 5° 35′ 20″ O | außer Betrieb      | 1996                  | im März 2022 zurückgebaut                                                                         |
| Westermeerwind *                      | 144           | Siemens SWT-3.0-108 (3,0 MW, 108,0 m)            | 48          | 52° 44′ 20″ N, 5° 35′ 10″ O | in Betrieb         | 2016                  | Kombinierter Onshore-/Nearshore-Windpark, 48 Nearshore- und 38 Onshore-Anlagen (Stand: Juli 2019) |
| Fryslân *                             | 382,7         | Siemens Gamesa SWT-DD-130 (4,3 MW, 130,0 m)      | 89          | 53° 0′ 11″ N, 5° 15′ 43″ O  | in Betrieb         | 2021                  | [ 18 ]                                                                                            |
| Windplanblauw *                       | 132           | GE Cypress (5,5 MW, 158,0 m)                     | 24          | 52° 36′ 29″ N, 5° 34′ 23″ O | in Betrieb         | 2024                  | Kombinierter Onshore-/Nearshore-Windpark, 24 Nearshore- und 37 Onshore-Anlagen                    |
| Nordsee                               |               |                                                  |             |                             |                    |                       |                                                                                                   |
| Egmond aan Zee                        | 108           | Vestas V90-3.0 (3,0 MW, 90,0 m)                  | 36          | 52° 36′ 22″ N, 4° 25′ 8″ O  | in Betrieb         | 2006                  |                                                                                                   |
| Prinses Amalia                        | 120           | Vestas V80-2.0 (2,0 MW, 80,0 m)                  | 60          | 52° 35′ 17″ N, 4° 13′ 23″ O | in Betrieb         | 2008                  |                                                                                                   |
| Luchterduinen                         | 129           | Vestas V112-3.0 (3,0 MW, 112,0 m)                | 43          | 52° 24′ 18″ N, 4° 9′ 43″ O  | in Betrieb         | 2015                  |                                                                                                   |
| Gemini                                | 600           | Siemens SWT-4.0-130 (4,0 MW, 130,0 m)            | 150         | 54° 2′ 0″ N, 5° 56′ 0″ O    | in Betrieb         | 2017                  |                                                                                                   |
| Borssele (Phasen 1 und 2)             | 752           | Siemens Gamesa SG 8.0-167 DD (8,0 MW, 167,0 m)   | 94          | 51° 44′ 42″ N, 3° 3′ 40″ O  | in Betrieb         | 2020                  |                                                                                                   |
| Borssele (Phasen 3 und 4)             | 731,5         | MHI Vestas V164-9.5 MW (9,5 MW, 164,0 m)         | 77          | 51° 40′ 1″ N, 2° 58′ 16″ O  | in Betrieb         | 2021                  |                                                                                                   |
| Borssele (Phase 5)                    | 19            | MHI Vestas V164-9.5 MW (9,5 MW, 164,0 m)         | 2           | 51° 42′ 32″ N, 3° 0′ 11″ O  | in Betrieb         | 2021                  |                                                                                                   |
| Hollandse Kust Zuid (Phasen 1-4)      | 1529          | Siemens Gamesa SG 11.0-200 DD (11,0 MW, 200,0 m) | 139         | 52° 20′ 2″ N, 4° 0′ 40″ O   | in Betrieb         | 2023                  | 23. September 2023: Windpark eingeweiht                                                           |
| Hollandse Kust Noord (Phasen 1 und 2) | 759           | Siemens Gamesa SG 11.0-200 DD (11,0 MW, 200,0 m) | 69          | 52° 42′ 50″ N, 4° 16′ 16″ O | in Betrieb         | 2023                  | 20. Dezember 2023: Windpark fertiggestellt                                                        |
| Ecowende (Hollandse Kust West VI)     | 780           | Vestas V236-15.0 MW (15,0 MW, 236,0 m)           | 52          | 52° 37′ 44″ N, 3° 42′ 58″ O | in Bauvorbereitung | (2026)                | 15. Dezember 2022: endgültige Investitionsentscheidung getroffen                                  |
| OranjeWind (Hollandse Kust West VII)  | 795           | Vestas V236-15.0 MW (15,0 MW, 236,0 m)           | 53          | 52° 37′ 44″ N, 3° 42′ 58″ O | in Bauvorbereitung | (2028)                | 24. Juli 2024: endgültige Investitionsentscheidung getroffen                                      |
| Ijmuiden Ver (Phase alpha)            | 2000          |                                                  |             | 52° 49′ 8″ N, 3° 29′ 31″ O  | in Planung         | (2029)                | 11. Juni 2024: SSE Renewables erhält Zuschlag bei Ausschreibung                                   |
| Ijmuiden Ver (Phase beta)             | 2000          |                                                  |             | 52° 54′ 50″ N, 3° 34′ 41″ O | in Planung         | (2029)                | 11. Juni 2024: Vattenfall und CIP erhalten Zuschlag bei Ausschreibung                             |